# Accidentje
Het accidentje (Pelecopsis elongata) is een spinnensoort in de taxonomische indeling van de hangmatspinnen (Linyphiidae).
Het dier komt uit het geslacht Pelecopsis. Het accidentje werd in 1834 beschreven door Wider.